# Voile aux Jeux olympiques de la jeunesse de 2018
Navigation
Édition précédente Édition suivante
Les épreuves de voile aux jeux olympiques de la jeunesse d'été de 2018 ont lieu au Club Náutico San Isidro, en Argentine, du 7 au 13 octobre 2018.

## Podiums

### Garçons
| Édition                       | Or                        | Argent        | Bronze       |
| ----------------------------- | ------------------------- | ------------- | ------------ |
| Kitesurf (IKA Twin Tip)       | Deury Corniel             | Christian Tio | -            |
| Kitesurf (IKA Twin Tip)       | Deury Corniel             | Toni Vodišek  | -            |
| Planche à voile (Techno 293+) | Alexandros Kalpogiannakis | Nicolò Renna  | Finn Hawkins |

### Filles
| Édition                       | Or               | Argent         | Bronze         |
| ----------------------------- | ---------------- | -------------- | -------------- |
| Kitesurf (IKA Twin Tip)       | Sofia Tomasoni   | Nina Font      | -              |
| Kitesurf (IKA Twin Tip)       | Sofia Tomasoni   | Poema Newland  | -              |
| Planche à voile (Techno 293+) | Giorgia Speciale | Manon Pianazza | Yana Reznikova |

### Mixte
| Édition                       | Or                              | Argent                       | Bronze                           |
| ----------------------------- | ------------------------------- | ---------------------------- | -------------------------------- |
| Multicoque biplace (Nacra 15) | Dente Cittadini Teresa Romerone | Kenza Coutard Titouan Petard | Laila Van Der Meer Bjarne Bouwer |